# Leif Bodin
Leif Erik Bodin (* 20. Juni 1996 in Neubrandenburg) ist ein deutscher Politiker (CDU) und Jurist. Bei der Bundestagswahl 2025 kandidierte er im Bundestagswahlkreis 002 Nordfriesland/Dithmarschen-Nord. Den Wahlkreis gewann er mit 32,7 % der Erststimmen und erlangte damit ein Mandat für den 21. Deutschen Bundestag.

## Leben
Leif Bodin wuchs zunächst in Burg Stargard in Mecklenburg-Vorpommern auf, ehe seine Familie nach Leck in Schleswig-Holstein zog. Nach dem Abitur im Jahr 2015 an der Friedrich-Paulsen-Schule in Niebüll absolvierte Bodin ein Studium der Rechtswissenschaften an der Christian-Albrechts-Universität zu Kiel, das er 2023 mit dem Ersten Staatsexamen abschloss. Im Anschluss nahm er ein juristisches Masterstudium an der Fernuniversität Hagen auf.
Von 2022 bis zu seiner Wahl in den Bundestag war Bodin als Mitarbeiter für die Abgeordneten Astrid Damerow und Manfred Uekermann in deren Wahlkreisbüros tätig.

## Politik
Bereits während seiner Schulzeit wurde Bodin 2011 Mitglied in der Jungen Union Nordfriesland. Ab 2014 war Kreisvorsitzender der Jungen Union Nordfriesland. Dieses Amt übte er bis 2023 aus. Er ist seit 2023 Ehrenvorsitzender des JU-Kreisverbands.
Seit der Kommunalwahl 2018 in Schleswig-Holstein sitzt Bodin für seine Heimatgemeinde Leck im nordfriesischen Kreistag. Bei der Kommunalwahl 2023 in Schleswig-Holstein wurde Bodin erneut direkt in den Kreistag gewählt. Dort ist er aktuell unterem 1. stellvertretender Fraktionsvorsitzender der CDU sowie Vorsitzender des Hauptausschusses.
Seit Februar 2024 ist Bodin Kreisvorsitzender der CDU Nordfriesland. Er trat die Nachfolge von Astrid Damerow an, die nicht erneut als Kreisvorsitzende kandidierte.